# 54e cérémonie des Primetime Emmy Awards
 (décembre 2018).
Si vous disposez d'ouvrages ou d'articles de référence ou si vous connaissez des sites web de qualité traitant du thème abordé ici, merci de compléter l'article en donnant les références utiles à sa vérifiabilité et en les liant à la section « Notes et références ».
La 54e cérémonie des Primetime Emmy Awards (ou « Emmys ») organisé par l'Academy of Television Arts and Sciences, se déroule le 22 septembre 2002 au Shrine Auditorium de Los Angeles et récompense les meilleurs programmes télévisés diffusés en primetime au cours de la saison 2001-2002 sur les réseaux publics et câblés américains. Elle est diffusée sur le réseau NBC et présentée par Conan O'Brien.

## Nominations et lauréats

### Séries dramatiques

#### Meilleure série télévisée dramatique
- À la Maison-Blanche (NBC)
  - Les Experts (CBS)
  - New York, police judiciaire (NBC)
  - Six Feet Under (HBO)
  - 24 Heures chrono (Fox)

#### Meilleure actrice
- Allison Janney pour le rôle de C. J. Cregg dans À la Maison-Blanche
  - Amy Brenneman pour le rôle de Amy Gray dans Amy
  - Frances Conroy pour le rôle de Ruth Fischer dans Six Feet Under
  - Jennifer Garner pour le rôle de Sydney Bristow dans Alias
  - Rachel Griffiths pour le rôle de Brenda Chenowith dans Six Feet Under

#### Meilleur acteur
- Michael Chiklis pour le rôle de Vic Mackey dans The Shield
  - Michael C. Hall pour le rôle de David Fisher dans Six Feet Under
  - Peter Krause pour le rôle de Nate Fisher dans Six Feet Under
  - Martin Sheen pour le rôle de Jed Bartlet dans À la Maison-Blanche
  - Kiefer Sutherland pour le rôle de Jack Bauer dans 24 Heures chrono

#### Meilleure actrice dans un second rôle
- Stockard Channing pour le rôle de Abbey Bartlet dans À la Maison-Blanche
  - Lauren Ambrose pour le rôle de Claire Fischer dans Six Feet Under
  - Janel Moloney pour le rôle de Donna Moss dans À la Maison-Blanche
  - Mary-Louise Parker pour le rôle de Amy Gardner dans À la Maison-Blanche

#### Meilleur acteur dans un second rôle
- John Spencer pour le rôle de Leo McGarry dans À la Maison-Blanche
  - Victor Garber pour le rôle de Jack Bristow dans Alias
  - Dulé Hill pour le rôle de Charlie Young dans À la Maison-Blanche
  - Freddy Rodríguez pour le rôle de Federico Diaz dans Six Feet Under
  - Richard Schiff pour le rôle de Toby Ziegler dans À la Maison-Blanche
  - Bradley Whitford pour le rôle de Josh Lyman dans À la Maison-Blanche

#### Meilleure actrice invitée
- Patricia Clarkson pour le rôle de Sarah O'Connor dans Six Feet Under
  - Illeana Douglas pour le rôle de Angela dans Six Feet Under
  - Mary McDonnell pour le rôle de Eleanor Carter dans Urgences
  - Martha Plimpton pour le rôle de Claire Rinato dans New York, unité spéciale
  - Lili Taylor pour le rôle de Lisa dans Six Feet Under

#### Meilleur acteur invité
- Charles S. Dutton pour le rôle de Leonard Marshall dans The Practice : Donnell et Associés
  - Mark Harmon pour le rôle de Agent Simon Donovan dans À la Maison-Blanche
  - John Larroquette pour le rôle de Joey Heric dans The Practice : Donnell et Associés
  - Tim Matheson pour le rôle du vice-président John Hoynes dans À la Maison-Blanche
  - Ron Silver pour le rôle de Bruno Gianelli dans À la Maison-Blanche

#### Meilleure réalisation
- Alan Ball pour l'épisode Pilot de Six Feet Under
  - Paris Barclay pour l'épisode The Indians in the Lobby de À la Maison-Blanche
  - Alex Graves pour l'épisode Posse Comitatus de À la Maison-Blanche
  - Stephen Hopkins pour l'épisode 12:00 a.m. - 1:00 a.m. de 24 Heures chrono
  - Clark Johnson pour l'épisode Pilot de The Shield

#### Meilleur scénario
- Joel Surnow pour l'épisode 12:00 a.m. - 1:00 p.m. de 24 Heures chrono
  - J. J. Abrams pour l'épisode Truth Be Told de Alias
  - Shawn Ryan pour l'épisode Pilot de The Shield
  - Aaron Sorkin pour l'épisode Posse Comitatus de À la Maison-Blanche
  - John Wells pour l'épisode On the Beach de Urgences

### Séries comiques

#### Meilleure série comique
- Friends (NBC)
  - Larry et son nombril (HBO)
  - Tout le monde aime Raymond (CBS)
  - Sex and the City (HBO)
  - Will et Grace (NBC)

#### Meilleure actrice
- Jennifer Aniston pour le rôle de Rachel Green dans Friends
  - Patricia Heaton pour le rôle de Debra Barone dans Tout le monde aime Raymond
  - Jane Kaczmarek pour le rôle de Lois dans Malcolm
  - Debra Messing pour le rôle de Grace Adler dans Will et Grace
  - Sarah Jessica Parker pour le rôle de Carrie Bradshaw dans Sex and the City

#### Meilleur acteur
- Ray Romano pour le rôle de Ray Barone dans Tout le monde aime Raymond
  - Kelsey Grammer pour le rôle de Frasier Crane dans Frasier
  - Matt LeBlanc pour le rôle de Joey Tribbiani dans Friends
  - Bernie Mac pour le rôle de Bernie McCullough dans The Bernie Mac Show
  - Matthew Perry pour le rôle de Chandler Bing dans Friends

#### Meilleure actrice dans un second rôle
- Doris Roberts pour le rôle de Marie Barone dans Tout le monde aime Raymond
  - Kim Cattrall pour le rôle de Samantha Jones dans Sex and the City
  - Wendie Malick pour le rôle de Nina Van Horn dans Voilà !
  - Megan Mullally pour le rôle de Karen Walker dans Will et Grace
  - Cynthia Nixon pour le rôle de Miranda Hobbes dans Sex and the City

#### Meilleur acteur dans un second rôle
- Brad Garrett pour le rôle de Robert Barone dans Tout le monde aime Raymond
  - Peter Boyle pour le rôle de Frank Barone dans Tout le monde aime Raymond
  - Bryan Cranston pour le rôle de Hal dans Malcolm
  - Sean Hayes pour le rôle de Jack McFarland dans Will et Grace
  - David Hyde Pierce pour le rôle de Niles Crane dans Frasier

#### Meilleure actrice invitée
- Cloris Leachman pour le rôle de Grandma Ida dans Malcolm
  - Glenn Close pour le rôle de Sanny dans Will et Grace
  - Katherine Helmond pour le rôle de Lois dans Tout le monde aime Raymond
  - Susan Sarandon pour le rôle de Meg dans Malcolm
  - Frances Sternhagen pour le rôle de Bunny McDougal dans Sex and the City

#### Meilleur acteur invité
- Anthony LaPaglia pour le rôle de Simon Moon dans Frasier
  - Adam Arkin pour le rôle de Tom dans Frasier
  - Brian Cox pour le rôle de Harry Moon dans Frasier
  - Michael Douglas pour le rôle du détective Sharp dans Will et Grace
  - Brad Pitt pour le rôle de Will Colbert dans Friends

#### Meilleure réalisation
- Michael Patrick King pour l'épisode The Real Me de Sex and the City
  - Marc Buckland pour l'épisode My Old Lady de Scrubs
  - James Burrows pour l'épisode A Chorus Lie de Will et Grace
  - Jeff Melman pour l'épisode Christmas de Malcolm
  - Robert B. Weide pour l'épisode The Doll de Larry et son nombril

#### Meilleur scénario
- Larry Wilmore pour l'épisode Pilot de The Bernie Mac Show
  - Jennifer Crittenden pour l'épisode Marie's Sculpture de Tout le monde aime Raymond
  - Victor Fresco pour l'épisode Pilot de Le Monde merveilleux d'Andy Richter
  - Philip Rosenthal pour l'épisode The Angry Family de Tout le monde aime Raymond
  - Julie Rottenberg et Elisa Zuritsky pour l'épisode Motherboard, My Self de Sex and the City

### Mini-séries et téléfilms

#### Meilleure série limitée
- Frères d'armes (HBO)
  - Dinotopia (ABC)
  - Les Brumes d'Avalon (TNT)
  - Shackleton (A&E)

#### Meilleure actrice
- Laura Linney pour le rôle de Iris Bravard de Wild Iris
  - Angela Bassett pour le rôle de Rosa Parks dans The Rosa Parks Story
  - Blythe Danner pour le rôle de Corinne Mulvaney dans Une famille déchirée
  - Vanessa Redgrave pour le rôle de Clementine Churchill dans The Gathering Storm
  - Gena Rowlands pour le rôle de Minnie Brinn dans Wild Iris

#### Meilleur acteur
- Albert Finney dans le rôle de Winston Churchill dans The Gathering Storm
  - Kenneth Branagh dans le rôle de Ernest Shackleton dans Shackleton
  - Beau Bridges dans le rôle de Michael Mulvaney dans Une famille déchirée
  - James Franco dans le rôle de James Dean dans James Deani
  - Michael Gambon dans le rôle de Lyndon B. Johnson dans Sur le chemin de la guerre

#### Meilleure actrice dans un second rôle
- Stockard Channing pour le rôle de Judy Shepard dans The Matthew Shepard Story
  - Joan Allen pour le rôle de Morgause dans Les Brumes d'Avalon
  - Anjelica Huston pour le rôle de la Fée Viviane dans Les Brumes d'Avalon
  - Diana Rigg pour le rôle de Louise Lehzen dans Victoria and Albert
  - Sissy Spacek pour le rôle de Zelda Fitzgerald dans Last Call

#### Meilleur acteur dans un second rôle
- Michael Moriarty pour le rôle de Winton Dean dans James Dean
  - Alec Baldwin pour le rôle de Robert McNamara dans Sur le chemin de la guerre
  - Jim Broadbent pour le rôle de Desmond Morton dans The Gathering Storm
  - Don Cheadle pour le rôle de Chuck dans Things Behind the Sun
  - Jon Voight pour le rôle de Jürgen Stroop dans 1943, l'ultime révolte

#### Meilleure réalisation
- David Frankel, Tom Hanks, David Leland, Richard Loncraine, David Nutter, Phil Alden Robinson, Mikael Salomon et Tony To pour Frères d'armes
  - John Frankenheimer pour Sur le chemin de la guerre
  - Moisés Kaufman pour Le Projet Laramie
  - Richard Loncraine pour The Gathering Storm
  - Mark Rydell pour James Dean

#### Meilleur scénario
- Larry Ramin et Hugh Whitemore pour The Gathering Storm
  - Stephen Belber, Liegh Fondakowski, Amanda Gronich, Moisés Kaufman, Jeffrey LaHoste, John McAdams, Andy Paris, Greg Pierotti, Barbara Pitts, Kelli Simpkins et Stephen Wangh pour Le Projet Laramie
  - Erik Bork, E. Max Frye, Tom Hanks, Erik Jendresen, Bruce C. McKenna, John Orloff et Graham Yost pour Frères d'armes
  - Daniel Giat pour Sur le chemin de la guerre
  - Charles Sturridge pour Shackleton

### Émissions télévisées

#### Meilleure émission de divertissement
- Late Show with David Letterman (CBS)
  - The Daily Show (Comedy Central)
  - Politically Incorrect (ABC)
  - Saturday Night Live (NBC)
  - The Tonight Show with Jay Leno (NBC)